# Roberto Gil (periodista)
Roberto Gil, más conocido por su apodo Erregé (Bahía Blanca, Buenos Aires, 29 de febrero de 1908 - ibídem, 26 de abril de 1981)  fue un periodista, profesor, escritor, guionista y locutor argentino.

## Carrera
Su programa Calle Corrientes un espacio costumbrista de dos horas de duración los sábados por Radio Splendid, marcó todo una época a partir de 1955 en la radio y prolongándose por muchos años, obteniendo así en tres oportunidades importantes premios. Este programa radial también fue llevado a la pantalla chica en 1962 por Canal 7. Fue incluso Gil el que le dio el popular apodo a la Calle Corrientes como "La calle que nunca duerme".
Desde su debut en 1934 escribió centenares de páginas y más de 150 radionovelas. Comenzó como locutor en Radio del Pueblo, donde conoce y lleva para Radio Argentina y Prieto a los también locutores Juancito Monti y Ricardo Bruni. También trabajó un tiempo en Radio El Mundo.
Perteneció a la camada de periodistas de la talla de Enzo Centenario Argentino Ardigó, Iván Caseros y Aldo Gagnoli, entre muchos otros. Y de libretistas como Miguel Coronatto Paz,  Luis Pozzo Ardizzi, Roberto Valenti, Abel Santa Cruz, Celia Alcántara, Juan Carlos Chiappe  y Alberto Migré.
En 1941 fue el guionista junto con Héctor Pedro Blombergdel radioteatro La sombra del payador de Santos Vega, y emitido por Radio Argentina, interpretado por Inés Edmonson y Pedro Tocci (su gran amigo).
Otros de más conocidos radioteatros fueron Juan Cuello (1940), junto con Aída Luz, Pedro Tocci, Olga Montes y Esperanza Otero, El hombre de aquella noche, Novia de vacaciones (escrita junto a  Martínez Zuviría) y Creo en Dios Padre. Papá solo fue llevado a la pantalla chica protagonizado por  Angel Magaña por el Canal 9.
En 1936 le fue confiada la dirección de los programas orales de dos emisoras, Radio Argentina y Radio Prieto, en esta última hizo el guion de Creo en ti, protagonizado por Mecha Caus y Antuco Telesca. Posteriormente adaptó la versión de la La Dama de las Camelias de Alejandro Dumas (h), que se emitió por LR2 y LS2.
También se desempeñó como profesor de enseñanza secundaria. A su vez fue un compositor de música fue del vals Llevame viento que hizo junto con Aristóbulo Bottero en 1937, y Migaja de 1962 con música de Eduardo Armani.
Fue uno de los tantos perjudicados por un celo del peronismo que a veces era más arbitrario que ideológico. En 1945 se decretó su ocaso profesional, tal vez porque en 1941 le había tocado organizar la primera compañía radioteatral que encabezaba Eva Duarte.[cita requerida]

## Filmografía
- 1952: Mi hermano Esopo (Historia de un Mateo)
- 1952: Sala de guardia (como argumentista), de Tulio Demicheli.
- 1955: El festín de Satanás
- 1958: Ama a tu prójimo
- 1958: Las apariencias engañan (como argumentista)
- 1968: El eternauta (Cortometraje)
- 1972: ¿De quiénes son las mujeres?[10]

## Teatro
- Mimí.
- Creo en ti.
- Cuatro escalones abajo, encabezada por Elena Lucena, Juan José Míguez, Francisco Donadío, Nora Cullen e Hilda Bernard.

## Galardones
- 1.ª Premio Plaqueta de oro al mejor radioteatro unitario por su Calle Corrientes en la década del '60.[11]